# Scandinavian Tobacco Group
Scandinavian Tobacco Group (STG) er et dansk aktieselskab, som producerer tobaksvarer, herunder cigarer og traditionel pibetobak. Virksomheden har hovedkontor i Søborg i Gladsaxe Kommune og er noteret på Københavns Fondsbørs. Koncernen beskæftiger globalt knap 11.500 medarbejdere og har ansatte i Den Dominikanske Republik, Honduras, Indonesien, Australien, USA og diverse europæiske lande.

## Historie
Virksomheden blev grundlagt i 1961 som Skandinavisk Tobakskompagni ved en fusion af aktiviteterne i Chr. Augustinus Fabrikker, C.W. Obel og R. Færchs Fabrikker.
Under restruktureringen i 1990 blev al cigaretproduktion samlet i det nye datterselskab under House of Prince A/S, og al cigarfremstilling blev samlet under Nobel Cigars A / S - nu ST Cigar Group Holding B. V. - efter overtagelsen af E. Nobels fabrik i Nykøbing Falster. Fabrikken blev lukket i 2016.
I juli 2008 blev virksomhedens cigaret- og snusdivisioner solgt til British American Tobacco. Scandinavian Tobacco Group fastholdt cigar, pibetobak, rulletobak og tyggetobak divisioner.
I december 2008 ændrede Skandinavisk Tobakskompagni navn til Scandinavian Tobacco Group.
Den 26. april 2010 blev det annonceret, at Scandinavian Tobacco Group AB og Swedish Match AB (SM) havde indgået en aftale om at danne et nyt selskab ved at kombinere alle tobaks business units i Scandinavian Tobacco Group AB med cigar- og pibetobaksdivisionerne i Swedish Match AB (SM) (med undtagelse af deres amerikanske massemarkeds cigarer).
Efter oprettelsen af gruppen i 2010 overtog koncernen i 2011 Lane Limited, en producent og mærkeejer af pibetobak, finskåret tobak og maskinfremstillede cigarer i USA, fra Reynolds American Inc. . Igennem erhvervelsen af Lane købte STG Captain Black (pibetobak og cigarer), Bugler (finskåret tobak), Winchester (cigarer) og andre mindre mærker. I 2013 købte Scandinavian Tobacco A/S kataloget og internet forretningen PipesandCigars.com igennem deres erhvervelse af Cigars International . I 2014 fulgte købet af Verellen , en belgisk mærkeejer og producent af maskinfremstillede cigarer og mærket Torano (et brand af håndrullede cigar) .
Swedish Match Cigars Holding AB overdrog 30. januar 2017 hele sin beholdning af aktier i selskabet til Swedish Match Treasury Switzerland AG (SMTS), som er et datterselskab af Svenska Tändsticks AB, som igen er et datterselskab af Swedish Match AB. Ejerkredsen af Scandinavian Tobacco Group består af Skandinavisk Holding A/S (ejet af Chr. Augustinus Fabrikker og C.W. Obel) med 51 procent og Swedish Match (dvs. SMTS) med 49 procent.

## Produkter
Scandinavian Tobacco Groups primære forretningsområde er produktion og salg af cigarer, pibetobak og rulletobak.
Koncernen har mere end 200 mærker. Dens cigarmærker omfatter Café Crème, La Paz, Henri Wintermans, Colts, Mercator, Macanudo, CAO, Punch (US), Partagas (US) og Cohiba (US). Dens pibetobaksmærker omfatter Borkum Riff og Captain Black, mens rul-din-egen brands i koncernens portefølje omfatter Colts, Salsa, Bugler, Tiedemanns og Escort.

## Business
Koncernen beskæftiger omkring 11.000 medarbejdere på verdensplan med salgsselskaber i USA, Canada, Australien og de fleste europæiske lande. Koncernen har også produktionsfaciliteter i Danmark, Holland, Belgien, USA, Den Dominikanske Republik, Nicaragua, Honduras og Indonesien .